# كأس إيطاليا 1995–96
كأس إيطاليا 1995–96 (بالإيطالية: Coppa Italia 1995-1996)‏ هو الموسم 49 من كأس إيطاليا. أقيم خلال الفترة 19 أغسطس 1995 وحتى 18 مايو 1996، وأشرف على تنظيمه اتحاد إيطاليا لكرة القدم، وكان عدد الأندية المشاركة فيه 48، وفاز فيه نادي فيورنتينا.